# Markus Ryffel
Markus Ryffel (* 5. února 1955, Bern) je bývalý švýcarský atlet, běžec, který se věnoval středním a dlouhým tratím.

## Kariéra
V roce 1977 vybojoval bronzovou medaili (3000 m) na halovém ME ve španělském San Sebastiánu. O rok později se stal v Miláně halovým mistrem Evropy v běhu na 3000 metrů a na evropském šampionátu v Praze získal stříbrnou medaili v běhu na 5000 metrů. V roce 1979 obhájil ve Vídni titul halového mistra Evropy. Na prvním ročníku MS v atletice 1983 ve finských Helsinkách doběhl ve finále (5000 m) v čase 13:39,98 na 12. místě. V roce 1984 získal na halovém ME v Göteborgu stříbrnou medaili (3000 m), když prohrál jen s československým běžcem Lubomírem Tesáčkem.

### Olympijské hry
Třikrát reprezentoval na letních olympijských hrách. Poprvé v roce 1976 v Montrealu, kde skončila jeho cesta v běhu na 5000 metrů v úvodním rozběhu. Na následující olympiádě v Moskvě se probojoval do finále, kde doběhl v čase 13:23,03 na 5. místě. Zúčastnil se též rozběhu na 10 000 metrů ale závod nedokončil.
Největší úspěch zaznamenal v roce 1984 na letní olympiádě v Los Angeles, kde si doběhl pro stříbrnou medaili na pětikilometrové trati. Ke stříbru mu rovněž pomohl nový osobní rekord 13:07,54. Rychlejší byl jen Saïd Aouita z Maroka, který časem 13:05,59 vytvořil olympijský rekord. Ten mj. překonal až Kenenisa Bekele na olympiádě 2008 v Pekingu.